# Monumento al Cuchillero
El monumento al Cuchillero es una escultura situada en la ciudad española de Albacete que rinde homenaje a este sector tan importante en la historia de la capital. Situado en los jardines del Altozano de la histórica plaza del Altozano, en pleno centro, es uno de los símbolos de la Ciudad de la Cuchillería.
Fue inaugurado en 1998. Realizado en bronce, representa al típico cuchillero albaceteño ofreciendo la navaja de Albacete con su cinto lleno de estos instrumentos.
Elevado sobre un pedestal junto con una placa con la siguiente inscripción: Albacete a sus cuchilleros. Año 1998. APRECU, es obra de los escultores Antonio Herreros y Llanos Flores, autora esta última también de la escultura Figura femenina, situada en los jardines de la Fábrica de Harinas de Albacete.